# Thomisus pateli
Thomisus pateli är en spindelart som beskrevs av Gajbe 2004. Thomisus pateli ingår i släktet Thomisus och familjen krabbspindlar. Inga underarter finns listade i Catalogue of Life.